# روزي ستيفنسون جودنايت
روزي ستيفنسون جودنايت (5 ديسمبر 1953) هي محررة أمريكية في ويكيبيديا، والمعروفة على الموقع باسم مستعار روزيستيب، وهي معروفة بأفعالها التي تعالج التحيز الجنسي في الموسوعة من خلال إدارة مشروع لزيادة كمية ونوعية السير الذاتية للنساء. ساهمت بآلاف المقالات الجديدة.
تم تسمية ستيفنسون مشاركًا في ويكيبيديا العام في عام 2016. في مايو 2018، تم تكريمها بمنحها لقب فارس صربي كسيدة من وسام القديس سافا للدبلوماسية السلمية. تم انتخابها لعضوية مجلس أمناء مؤسسة ويكيميديا في أكتوبر 2021.

## حياتها العلمية
ستيفنسون جودنايت من أصل صربي. هي حفيدة بولينا ليبل ألبالا، وهي ناشطة نسوية كانت رئيسة اتحاد النساء الجامعيات في يوغوسلافيا. كان جدها ديفيد ألبالا طبيبًا وزعيمًا صهيونيا، وشغل لفترة منصب رئيس الجالية السفاردية في بلغراد. في سن مبكرة، أظهرت اهتمامًا كبيرًا بالثقافة العالمية، لكن والدها ثبط عزيمتها عن متابعة مهنة في علم الأنثروبولوجيا؛ وبدلاً من ذلك أكملت درجة الماجستير في إدارة الأعمال.

## تحرير ويكيبيديا
بدأت ستيفنسون-جودنايت تحرير ويكيبيديا في عام 2007. كان ابنها قد قام بتحرير مقال عن مدينة في أوكرانيا حيث كان يعمل مع فيلق السلام ، وأخبر والدته أنه يمكن لأي شخص تحرير ويكيبيديا. بدأت التحرير في وقت لاحق من ذلك العام عندما بحثت عن الكتب التي نشرتها رابطة الكتاب الأمريكية ووجدت فجوة في مصادر المعرفة الموجودة بالموقع.  وجدت أن الموسوعة هي منفذ مناسب لعلم الأنثروبولوجيا، مستشهدة بمارجريت ميد باعتبارها مؤثرة:   "يعرف بعضكم أنني من هواة دراسة الأنثروبولوجيا الثقافية. كنت أرغب في السير على خطى مارغريت ميد ودراسة الأنثروبولوجيا الثقافية في برنارد (جامعة أمي الأم)، مثلما فعلت مارغريت. كنت أرغب في السفر إلى بابوا غينيا الجديدة وإجراء أبحاث عن شعبها، مثلما فعلت مارغريت. لكن والدي رفض التخصص في الأنثروبولوجيا ـ كان يريد شيئًا أكثر عملية لدراستي الجامعية. والآن، بعد سنوات، أعيش حياة عالمة أنثروبولوجيا ثقافية من المنزل، أكتب مقالات عن جزيرة جوريباري وآكلي لحوم البشر فيها. وإلى كل الفتيات اللاتي لديهن أحلام غير عملية، أهديكم هذا المقال."
عملت ستيفنسون جودنايت في إنشاء مقالات عن الجغرافيا والهندسة المعمارية والسير الذاتية المختلفة لعدة سنوات، ولكنها ركزت مؤخرًا على السير الذاتية للنساء. بحلول عام 2013، ظهرت ستيفنسون جودنايت في صحيفة هافينغتون بوست البريطانية لكتابتها أكثر من 3000 مقال جديد على ويكيبيديا، وفي ذلك الوقت، ظهر أكثر من 1000 مقال لها في قسم "هل تعلم؟" على الصفحة الرئيسية لويكيبيديا؛ وكانت أول امرأة لديها أكثر من 1000 مدخل "هل تعلم؟" على النسخة الإنجليزية من ويكيبيديا. اعتبارًا من 2016 لقد أنشأت أكثر من 4000 مقالة جديدة،  وأجرت أكثر من 100000 تعديل. فازت ستيفنسون جودنايت بجائزة ويكيبيديا للعام 2016، والتي يمنحها أمين ويكيبيديا جيمي ويلز تقديرًا للإنجاز المتميز، حيث تقاسمت الجائزة مع زميلتها المحررة إميلي تيمبل وود. في وقت منحها الجائزة، لوحظ أن أكثر من 1300 من مقالاتها ظهرت على قسم "هل تعلم؟" على ويكيبيديا. شاركت أيضًا في تأسيس مشروع ويكي المرأة، ومشروع ويكي الكاتبات، ونساء باللون الأحمر . لقد أدت هذه المشاريع إلى زيادة نسبة المقالات المتعلقة بالمرأة في ويكيبيديا من 15.5% إلى 16.35%. شاركت في مشاريع ذات صلة مثل الفن + النسوية ويكيبيديا تحرير ثون في أبريل 2016. 
تعتقد ستيفنسون جودنايت أن هناك معلومات لكتابة سيرة ذاتية أقوى، بشرط أن يكون الناس مستعدين للبحث عنها. كما تقترح أنه من الممكن أن تساهم النساء بشكل كبير في ويكيبيديا، موضحة: "ما تحتاجه ويكيبيديا هو أنت، المحررة الأنثى، مع قدراتك واهتماماتك الفريدة ونبرة نقاشك. بدونك، سيستمر عدم التوازن بين الجنسين والتحيز المنهجي على ويكيبيديا."
في 23 يناير 2020، أعلنت ويكيبيديا أن ستيفنسون-جودنايت هي منشئ المقال رقم 6,000,000 على ويكيبيديا، وهو المقال عن المؤلفة الكندية ماريا إليز تورنر لودر.

## جوائزها
- في 14 ديسمبر 2017، كان جودنايت "الضيف الشرف" في حدث استضافته سفيرة إسرائيل في صربيا، ألونا فيشر كام ، لإحياء ذكرى مرور 25 عامًا على العلاقات الدبلوماسية بين صربيا وإسرائيل.[3][19]

- في 29 مايو 2018، في حفل تكرVitez svetosavskog pacifizmaيم أولئك الذين يستحقون التقدير الدبلوماسي الرفيع، تم تعيين ستيفنسون جودنايت " سيدة وسام القديس سافا للدبلوماسية السلمية " من قبل نائب رئيس الوزراء الصربي ووزير الخارجية إيفيكا داتشيتش،[20] لعملها على ويكيبيديا للحفاظ على ذاكرة الصرب في "المائة عام منذ الحرب العظمى". قد تم الإشارة بشكل خاص إلى مساهمتها في الحفاظ على ذكرى الضابط العسكري الصربي وزعيم الجالية اليهودية، جدها ديفيد ألبالا.[21][20]

## حياتها الشخصية
تعمل ستيفنسون جودنايت في لاس فيغاس كمديرة أعمال لشركة رعاية صحية، ولديها منازل في تلك المدينة وفي نيفادا سيتي، كاليفورنيا .